# Okome socken
Okome socken i Halland ingick i Faurås härad, ingår sedan 1971 i Falkenbergs kommun och motsvarar från 2016 Okome distrikt.
Socknens areal är 58,78 kvadratkilometer, varav 55,97 land. År 2000 fanns här 591 invånare. Del av orten Ätrafors samt kyrkbyn Okome med sockenkyrkan Okome kyrka ligger i socknen.  

## Administrativ historik
Okome socken har medeltida ursprung.
Vid kommunreformen 1862 övergick socknens ansvar för de kyrkliga frågorna till Okome församling och för de borgerliga frågorna till Okome landskommun.  Landskommunen inkorporerade 1952 vessigebro landskommun och 1971 uppgick den i Falkenbergs kommun. Församlingen utökades 2006.
1 januari 2016 inrättades distriktet Okome, med samma omfattning som församlingen hade 1999/2000.  
Socknen har tillhört fögderier och domsagor enligt Faurås härad. De indelta båtsmännen tillhörde Norra Hallands första båtsmanskompani.

## Geografi, natur och geologi
Okome socken avgränsas i norr och väster av Högvadsån, i syd och sydöst av Ätran och Ätraforsdammen och Boaforsdammen som båda delas med Askome socken. Socknen är en kuperad skogsbygd med några småsjöar i öster och slättbygd i väster.  Bland insjöarna kan nämnas Stora och Lilla Angsjön, Södra och Norra Välasjö, Stora och Lilla Maresjö, Kvarnasjön, Pukasjön samt Gällsjön.
Det finns tre naturreservat i socknen: Sumpafallen som delas med Svartrå socken ingår i EU-nätverket Natura 2000 medan Bergs naturskog som delas med Gällareds socken och Skogen är kommunala naturreservat.
Okome socken bestod sedan den danska tiden av följande byar; Backagård 1 mantal, Bergslyckan ½ mantal, Boa 1 mantal, Boarp 1 mantal, Bäckagård 1 mantal, Bössgård 1 mantal, Gällsås 2 ½ mantal, Halsestorp 1 mantal, Jordsbacka 1 mantal, Kollsgård 1 mantal, Kålabro ½ mantal, Lynga 3 mantal, Maen 1 mantal, Magård 1 mantal, Nyrpe ½ mantal, Näraby 1 ½ mantal, Okome by 3 mantal, Pisslebol ¼ mantal, Restarebol ¼ mantal, Ryen 1 mantal, Rävige 5 ¼ mantal, Slätten 1 mantal, Tubbared 1 mantal, Ulvsbo 2 mantal, Välasjö 2 mantal, Åparp 3 mantal och Ögärdet ¼ mantal.
Byn Ryen längst i norr och samtliga byar fram mot Okome kyrka, Lynga inräknad, samt det gamla Restarebol och "Noregården" (Välasjö), räknas sedan gamla tider för Okome sockens norra del. Välasjö-gårdarna sydväst om landsvägen, samt Kålabro, Boa, Gällsås och Rävige byar hör till socknens södra del. I äldre tider, då utmarken var allmänning och trädfällning och slåtter på dessa marker var gemensam, hade helt säkert denna indelning sin betydelse.
Åtminstone från landsbeskrivningen 1729 och fram till slutet av 1800-talet var Okome tämligen skogfattigt, men i samband med rationaliseringen av jordbruket kom mycket av vad som tidigare varit ljunghedar att bli skog. Bebyggelsen bestod under 1700- och 1800-talet i huvudsak av hallandsgårdar.

## Fornlämningar och historia
Från stenåldern finns boplatser och en hällkista. Från bronsåldern finns ett gravröse i Rävige, Lunnarehögen och gravrösen på Björkekullen i Lynga och Buskaryggarna i Lilla Okome. Det finns även en domarring i småorten. Från järnåldern finns gravfält. I Gällsås har man hittat smältgropar som använts för att ta myrmalm. De har troligen ett medeltida ursprung. 
Den första kyrkan byggdes troligen under 1200-talet eller tidigare. Detta baserat bland annat på att dopfunten är från 1200-talet. 
Okome finns omnämnt redan 1177 då kung Valdemar den store av Danmark befaller Bare och Atte från Okome att släppa en kvinna fri som de tagit till trälinna för en skuld som klosterbröder i Esrum dragit på sig. Orten omnämndes då som Ochem, senare har det bland annat skrivit Okkemmä (1394), Akema (1423), Ogem (1461), Aagijme (1569) och Aagwomne (1646). Från 1825 har det haft sin nuvarande stavning. 
Det förekom troligen en mindre skärmytsling i Okome 1644 mellan svenska trupper under Fredrik Gustavsson Stenbock och danska trupper under Ebbe Ulfeldt. En jordvall som enligt folktraditionen ska ha använts som skyttevärn blev bortforslad 1955 i samband med ett vägbygge. Som övriga Halland blev Okome svenskt 1645 efter att tidigare vanligen ha tillhört Danmark. 

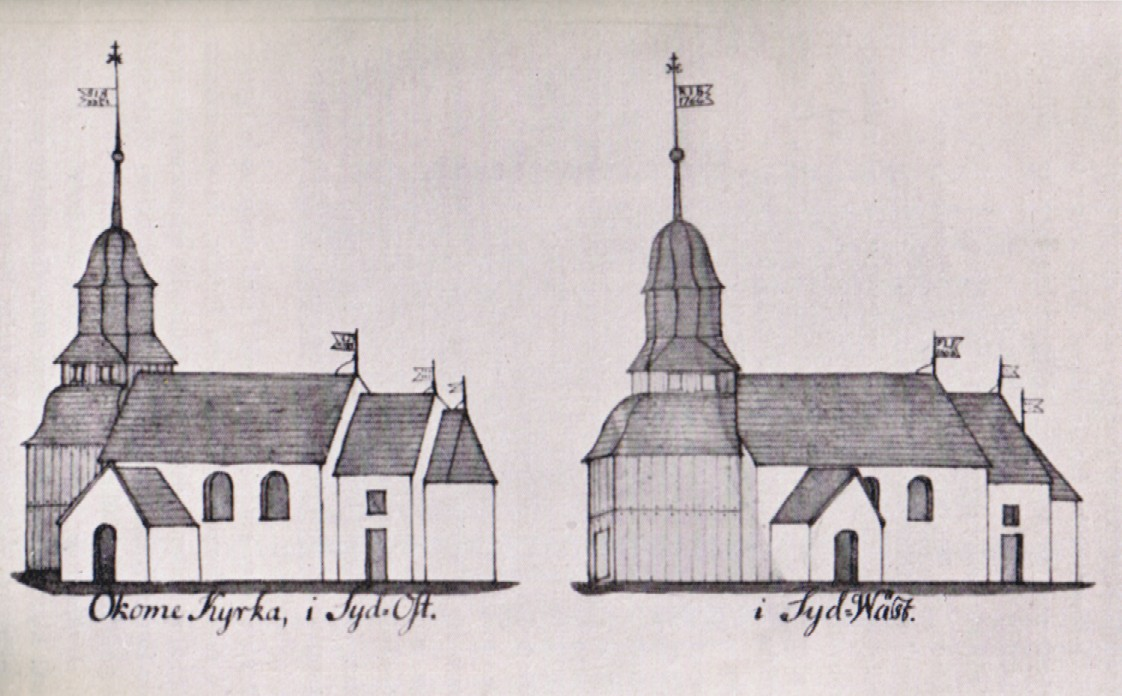
Okome gamla kyrka som sedan radikalt ombyggdes 1816 och slutligen revs 1890, sedd från olika vinklar

Före 1731 hade den gamla medeltidskyrkan ett fristående klockhus. Man genomförde en större ombyggnad av kyrkan 1816 då koret och absiden revs och kyrkan förlängdes i öster. Den nuvarande kyrkan stod färdig 1891. I samband med nybygget såldes det mesta av den gamla kyrkans interiör.
Laga skifte genomfördes i Rävige mellan 1861 och 1866.
Den första skolan byggdes under början av 1870-talet och låg i Lynga. Den kompletterades under slutet av 1890-talet med småskolor i Magård (1895), Halsestorp (1896) och Välasjö (1898). Den nuvarande låg- och mellanstadieskolan stod färdig 1941 och blev utbyggd i början av 1990-talet. Eleverna går på högstadiet i Ullared (Apelskolan) medan den huvudsakliga gymnasieskolan är Falkenbergs gymnasieskola.
Det första fattighuset byggdes 1870 vid Klitten. Det kom att stå till 1945. Från omkring 1930 och fram till kommunsammanslagningen hade kommunen avtal med Ljungby om att få använda några av platserna vid deras ålderdomshem. Mindre affärer har bland annat funnits i Ätrafors, Hökabäck och i Okome samhälle. 
Bland de investeringar som gjordes under den tid då Okome var egen kommun kan bland annat nämnas köp av aktier i järnvägar som drogs i närheten: Mellersta Hallands Järnväg (8 000 kronor, 1881) och Falkenbergs Järnväg (10 000 kronor, 1891).
Svenska Landsbygdens Ungdomsförbund hade 1933 sitt riksting i Okome.

## Näringsliv

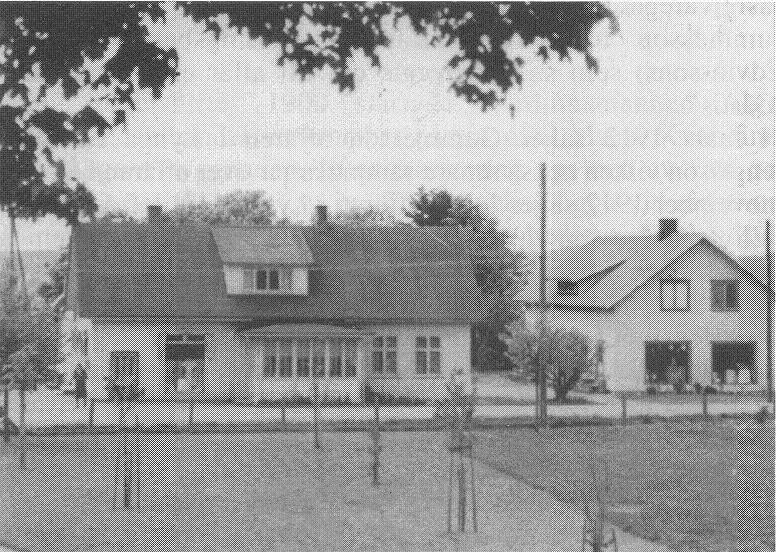
Gamla affären i Lynga (1907-1965).

Jordbruket var länge den dominerande näringsgrenen därför kom ett för pastoratet gemensamt mejeriaktiebolag att bildas år 1882 och ett mejeri invigdes sent på hösten samma år i Åparp. Mejeriet drevs av en mejerist som arrenderade verksamheten från bolaget. Arrendatorn var skyldig att hämta mjölken ute på gårdarna och alltså hålla sig med hästar och kusk. År 1895 blev frågan om en andelsmejeriförening aktuell och ett hundratal jordbrukare tecknade sig omgående som medlemmar i den nya föreningen som köpte lokaler och maskiner av bolaget.
År 1906 bröt sig Köingeorten och delar av Svartrå ur samarbetet och bildade en egen mejeriförening samt uppförde ett mejeri i Köinge by. Återstoden av mjölken – något mer än hälften av vad som förut levererats – gick fortfarande till Okomemejeriet. En ny mejerilokal uppfördes i Åparp år 1911 som var i drift till nyåret 1956 då Okome mejeriförening ingick i fusionen med Falkenbergsortens mejeriförening. Ett av landets äldsta mejeriföretag upphörde därmed.
Två kraftverk i ån Ätran berör Okome socken; Ätrafors (etablerat 1918, ombyggt 1930) och Yngeredsfors (etablerat 1907, rivet 1964 och flyttat 150 meter uppströms). Fallhöjden i Yngeredsfors är 28,5 meter (18,5 meter före 1964) och i Ätrafors 23,5 meter. Vattenmagasinet vid Ätrafors rymmer 4 miljoner m3.
Elektrifieringen av bygden skedde dock i början mest genom de små kraftstationer som inrymdes i bygdens kvarnar. Under 1930-40-talet övertogs dock dessa kraftstationers distribution av ortens stora arbetsgivare Yngeredsfors Kraftsaktiebolag som vid denna tid drev fyra kraftverk i Ätran.
Under första hälften av 1900-talet fanns det två sågverk inom socknen; ett vid Stockån i Okome by (Okome Träindustri) och ett vid Högvadsån i Näraby (Nydala). Båda dessa sågverk var även kvarnar, och ytterligare en kvarn låg vid Högvadsån i Boarp (Kvarnbacken) samt en vid Ätran i Ätrafors. Längre tillbaka malde man vid skvaltkvarnar som låg lite varstans invid små vattendrag som drog igenom socknen.
Flera industrier uppstod runt sekelskiftet 1900 i Ätrafors (se vidare där).

## Namnet
Namnet (1330-talet Okheem) kommer från kyrkbyn. Förleden är ok troligen syftande på någon av höjderna vid kyrkan. Efterleden innehåller hem, 'bopats; gård'.

## Befolkningsutveckling
| Befolkningsutvecklingen i Okome socken 1750–1990                                                        | Befolkningsutvecklingen i Okome socken 1750–1990 | Befolkningsutvecklingen i Okome socken 1750–1990 | Befolkningsutvecklingen i Okome socken 1750–1990 | Befolkningsutvecklingen i Okome socken 1750–1990 |
| --- | ------------------------------------------------ | ------------------------------------------------ | ------------------------------------------------ | ------------------------------------------------ |
| |                                                  |                                                  |                                                  |                                                  |
| År |                                                  |                                                  | Folkmängd                                        |                                                  |
| 1750 | 1750                                             |                                                  | 449                                              |                                                  |
| 1760 | 1760                                             |                                                  | 533                                              |                                                  |
| 1769 | 1769                                             |                                                  | 635                                              |                                                  |
| 1780 | 1780                                             |                                                  | 650                                              |                                                  |
| 1790 | 1790                                             |                                                  | 628                                              |                                                  |
| 1800 | 1800                                             |                                                  | 697                                              |                                                  |
| 1810 | 1810                                             |                                                  | 644                                              |                                                  |
| 1820 | 1820                                             |                                                  | 679                                              |                                                  |
| 1830 | 1830                                             |                                                  | 728                                              |                                                  |
| 1840 | 1840                                             |                                                  | 747                                              |                                                  |
| 1850 | 1850                                             |                                                  | 835                                              |                                                  |
| 1860 | 1860                                             |                                                  | 901                                              |                                                  |
| 1870 | 1870                                             |                                                  | 968                                              |                                                  |
| 1880 | 1880                                             |                                                  | 1 041                                            |                                                  |
| 1890 | 1890                                             |                                                  | 1 050                                            |                                                  |
| 1900 | 1900                                             |                                                  | 1 087                                            |                                                  |
| 1910 | 1910                                             |                                                  | 944                                              |                                                  |
| 1920 | 1920                                             |                                                  | 1 130                                            |                                                  |
| 1930 | 1930                                             |                                                  | 1 016                                            |                                                  |
| 1940 | 1940                                             |                                                  | 889                                              |                                                  |
| 1950 | 1950                                             |                                                  | 819                                              |                                                  |
| 1960 | 1960                                             |                                                  | 729                                              |                                                  |
| 1970 | 1970                                             |                                                  | 586                                              |                                                  |
| 1980 | 1980                                             |                                                  | 554                                              |                                                  |
| 1990 | 1990                                             |                                                  | 632                                              |                                                  |
| Anm: Källor: Umeå universitet - Tabellverket 1749-1859, Demografiska databasen, CEDAR, Umeå universitet |                                                  |                                                  |                                                  |                                                  |

## Kända personer med anknytning till Okome
- Per Zacharias Ahlman (1734 - 1802), svensk politiker
- Peggen Andersson (född 1957), svensk racerförare
- Andreas Cervin (1888 - 1972), svensk gymnast och olympisk guldmedaljör
- Mandi Gavois (född 1982), svensk konstnär och fotograf
- Ingemar Johansson (född 1950), kommunalråd i Falkenbergs kommun 2002-2006
- Lars Lindman (1910 - 1983), svensk präst och psalmförfattare
- Bengt Nilsson (1926-2020), kommunalråd i Falkenbergs kommun 1983-1985
- Anders Petersson Widberg (1752-1825), svensk präst, historiker och teolog

## Bilder

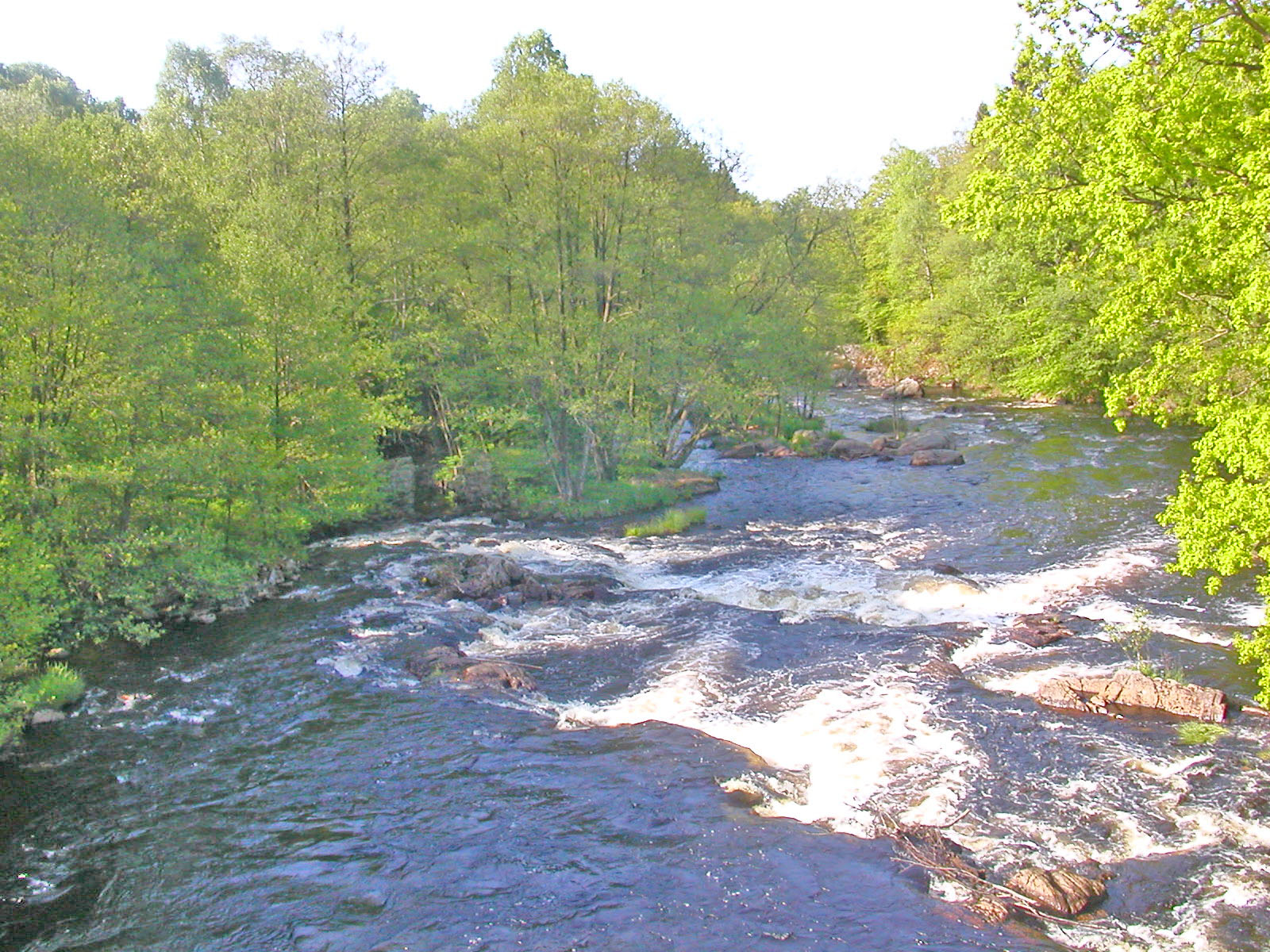
Sumpafallen från Boarpsbron.
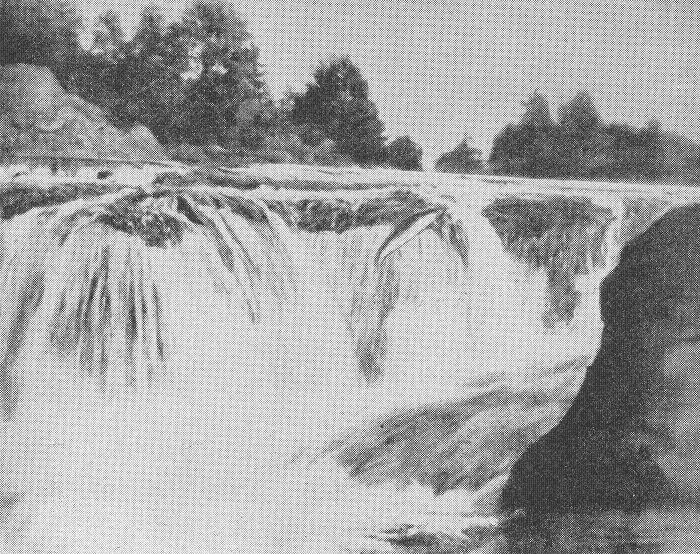
Rävigeforsen i Ätran före uppdämningen.
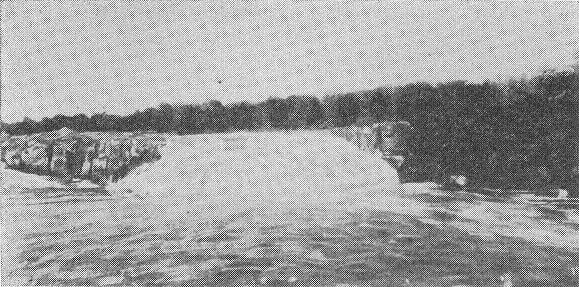
Yngeredsforsen i Ätran före uppdämningen.
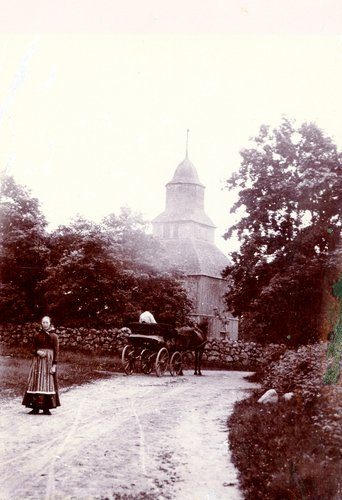
Okome gamla kyrka riven 1890.
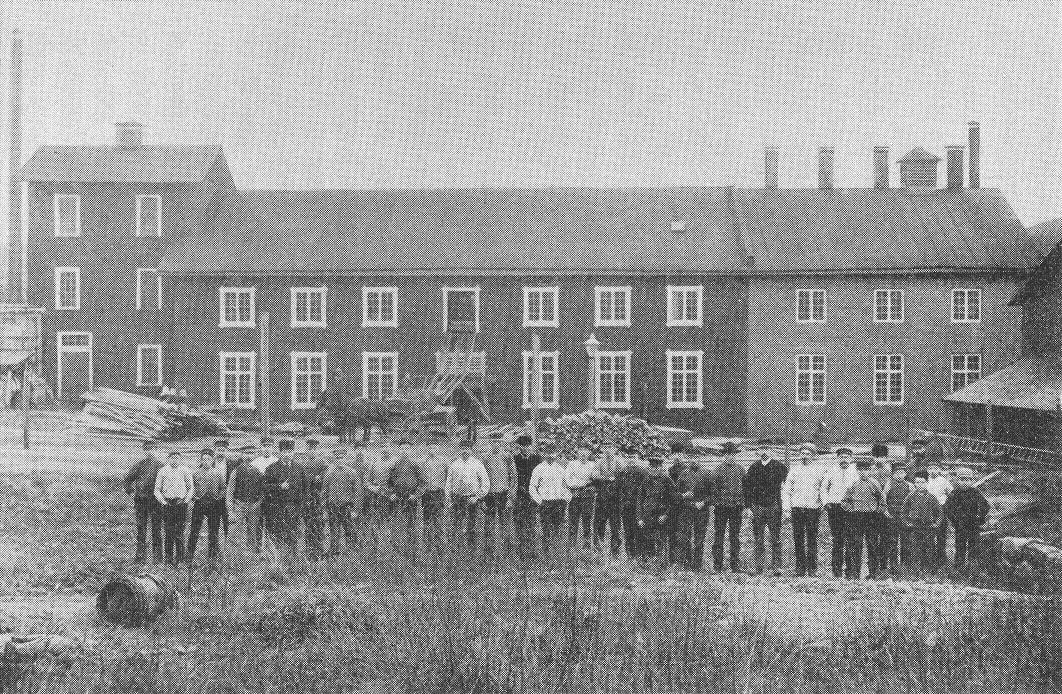
Trämassefabriken i Ätrafors före branden 1905.
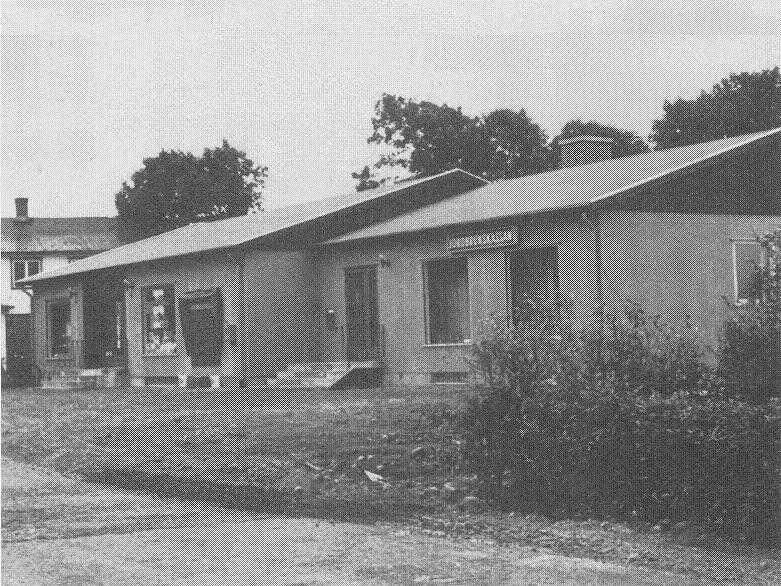
Okome nybyggda Jordbrukskassa och Handelsförening 1965.
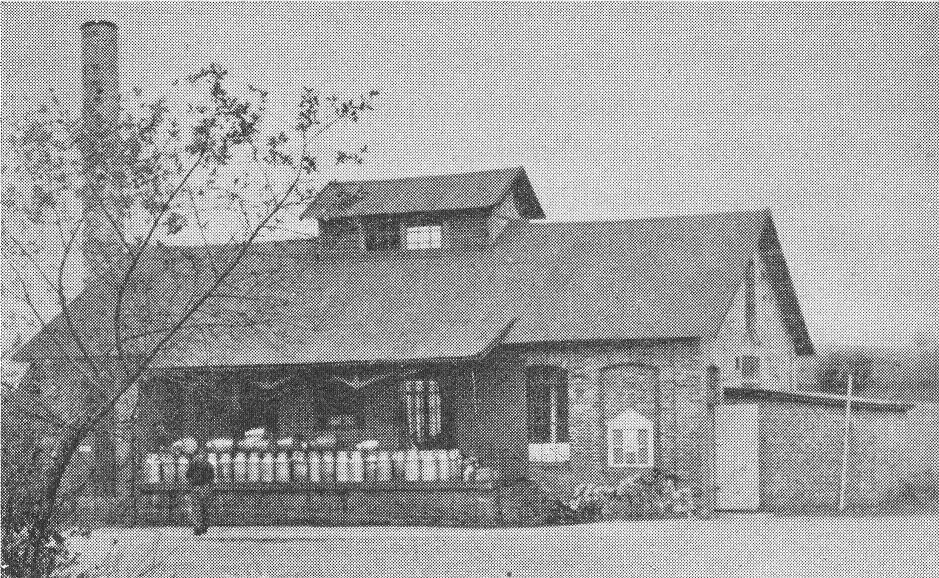
”Nya” mejeriet i Åparp som drevs 1911-1955.
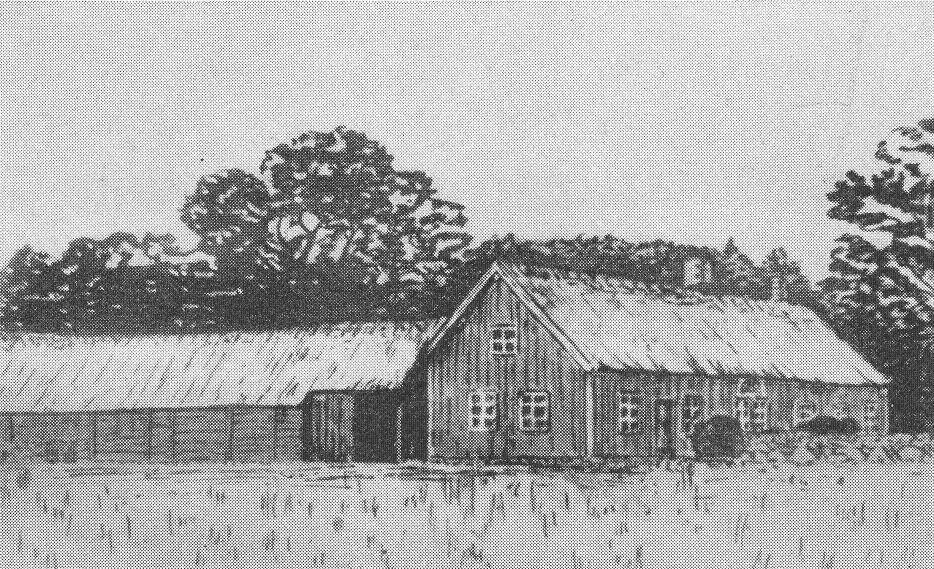
Gården ”Pella” i Gällsås, den sista kringbyggda gården i socknen, riven under 1950-talet.
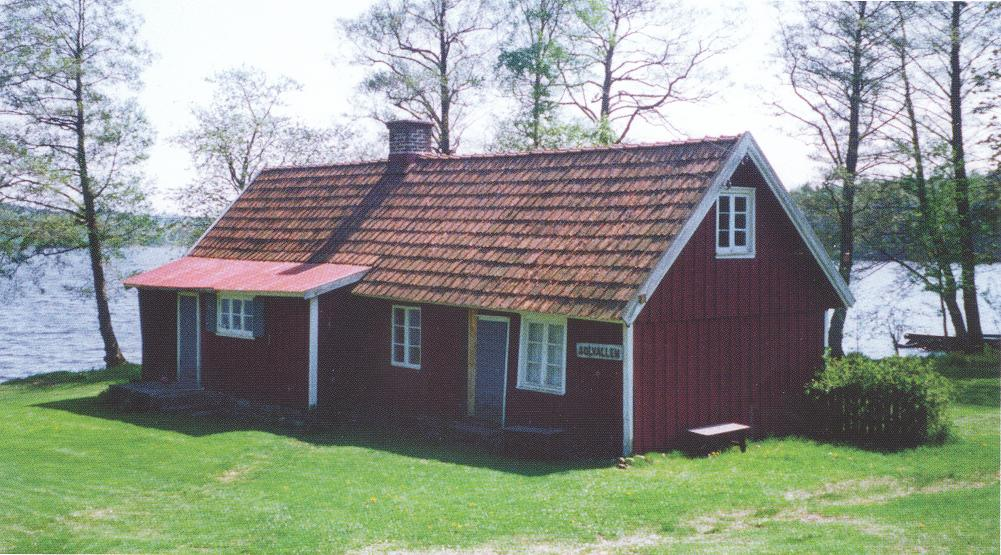
Gården Vallen i Gällsås (2007), vars ägor delvis dränktes av dammbyggen i Ätran under första hälften av 1900-talet.